# 10月27日 (旧暦)
旧暦10月27日は、旧暦10月の27日目である。六曜は赤口である。

## できごと
- 宝亀2年（ユリウス暦771年12月7日） - 東山道の武蔵国を東海道に編入
- 延喜21年（ユリウス暦921年11月29日） - 空海に「弘法大師」の諡号を下賜
- 天徳元年（ユリウス暦957年11月21日） - 天暦から天徳に改元
- 慶長元年（グレゴリオ暦1596年12月16日） - 文禄から慶長に改元
- 宝暦元年（グレゴリオ暦1751年12月14日） - 寛延から宝暦に改元

## 誕生日
- 安政5年（グレゴリオ暦1858年12月2日） - 斎藤実、30代内閣総理大臣・海軍大将（+ 1936年）

## 忌日
- 安政6年（グレゴリオ暦1859年11月21日） - 吉田松陰、思想家（* 1830年）